# Репринт
Репринт, пере́друк (англ. to reprint — передрукувати, перевидавати) — копійне відтворення вже друкованого колись твору. На відміну від факсиміле — не має на меті точне відтворення розмірів попереднього видання, його помилок, друкарських особливостей, приміток чи написів, що свідчать про попереднє «життя» видання.
До репринту звертаються у випадках, коли збереглося дуже мало примірників першого видання, а потреба в ньому, попит на нього є. Репринт дозволяє швидко вдовольнити попит. Наклади репринту не бувають великими, але вони більші, ніж у факсиміле.
На територіях пострадянських держав попит на репринтні видання спалахнув у 1990-ті рр., під час послаблення і скасування радянської цензури. Комуністичні настанови та ідеологічні обмеження, що жорстко утримували радянське мистецтво і поліграфію, не дозволяли оприлюднювати велику кількість видань доби Російської імперії. Несхвально ставилися в СРСР і до видань переслідуваних україномовних і російськомовних літераторів, що продовжили літературну діяльність за кордоном. В СРСР твори емігрантського періоду багатьох літераторів не друкували через цензурну заборону.